# Pieniężno (gemeente)
De gemeente Pieniężno is een stad- en landgemeente in het Poolse woiwodschap Ermland-Mazurië, in powiat Braniewski.
De zetel van de gemeente is in Pieniężno.
Op 30 juni 2004 telde de gemeente 6883 inwoners.

## Oppervlakte gegevens
In 2002 bedroeg de totale oppervlakte van gemeente Pieniężno 241,43 km², waarvan:
- agrarisch gebied: 68%
- bossen: 20%

De gemeente beslaat 20,04% van de totale oppervlakte van de powiat.

## Demografie
Stand op 30 juni 2004:
| Omschrijving                   | Totaal | Totaal | Vrouwen | Vrouwen | Mannen | Mannen |
| ------------------------------ | ------ | ------ | ------- | ------- | ------ | ------ |
| eenheid                        | aantal | %      | aantal  | %       | aantal | %      |
| inwoners                       | 6883   | 100    | 3333    | 48,4    | 3550   | 51,6   |
| bevolkingsdichtheid (inw./km²) | 28,5   | 28,5   | 13,8    | 13,8    | 14,7   | 14,7   |

In 2002 bedroeg het gemiddelde inkomen per inwoner 1266,02 zł.

## Aangrenzende gemeenten
Braniewo, Górowo Iławeckie, Lelkowo, Lidzbark Warmiński, Orneta, Płoskinia